# Hymenochaonia maculicoxa
Hymenochaonia maculicoxa är en stekelart som först beskrevs av Günther Enderlein 1920.  Hymenochaonia maculicoxa ingår i släktet Hymenochaonia och familjen bracksteklar. Utöver nominatformen finns också underarten H. m. maculicornis.